# Armata 60-funtowa
Armata 60-funtowa (ang. Ordnance BL 60-pounder) – brytyjska armata polowa kalibru 5 cali (127 mm), używana podczas obu wojen światowych. Znana również jako Vickers L/33,6.

## Dane taktyczno-techniczne
Zaprojektowana w 1904 armata osadzona na jednoogonowym łożu kołowym, w wersji Mk I miała masę 4474 kg, lufę długości 4064 mm o maksymalnym kącie podniesienia 21°. Wystrzeliwała 60-funtowe (27,24 kg) pociski z prędkością wylotową 633 m/s na maksymalny dystans 12,6 km. Przekonstruowana w czasie I wojny światowej, ulepszona wersja Mk II posiadała skrzynkowe łoże, z kołyską i dwoma stalowymi kołami o litych oponach, przystosowanymi do trakcji motorowej. Podczas transportu pod ogon łoża podłączano jednoosiowy jaszcz amunicyjny, a lufę z oporopowrotnikiem cofano w kołysce dla równomiernego rozłożenia ciężaru pomiędzy osie. Wersja Mk II miała masę 5469 kg, 4,7-metrową lufę o maksymalnym kącie podniesienia 35° i mogła wystrzeliwać pociski z prędkością 648 m/s na dystans 15 km, z użyciem jednoczęściowego ładunku miotającego. 

## Użycie bojowe
W czasie I wojny światowej znajdowała się na wyposażeniu baterii artylerii ciężkiej (wraz z działem 4,5-calowym), zazwyczaj przypisanych do korpusu. Wadą armaty był trudny transport i wrażliwość na uszkodzenia, zaletą – duży zasięg, większy niż niemieckiej haubicy kalibru 15 cm. Gdy wojna przeszła w fazę pozycyjną, armaty tej używano zazwyczaj do prowadzenia ognia przeciwartyleryjskiego; ze względu na płaski tor lotu pocisków nie nadawała się zbyt dobrze do niszczenia okopów czy zasieków. Cięższy pocisk niż działa 4,5-calowego spowodował, że od 1916 baterie artylerii ciężkiej przezbrajano w 60-funtówki (od stycznia do grudnia 1916 liczba tych armat na froncie wzrosła z 72 do 360). 
W okresie międzywojennym planowano przebudowę tych armat na działa kalibru 4,5 cala, ale w 1937 okazało się, że jest ich zaledwie 66 egzemplarzy, w związku z czym podjęto decyzję o budowie zupełnie nowej armaty 4,5-calowej. Sześćdziesięciofuntówki uznano za przestarzałe w 1939, ale pewną ich liczbę wykorzystywano w czasie II wojny światowej podczas walk w Afryce Północnej, a część przekonstruowano na działa 4,5-calowe. Armaty wycofane z frontu służyły do szkolenia aż do całkowitego zużycia amunicji. Ostatecznie wycofano je w 1944.
Była to jedna z dwóch armat montowanych w pierwszej samobieżnej armacie polowej skonstruowanej podczas I wojny światowej – brytyjskim Gun Carrier Mark I.

## Galeria

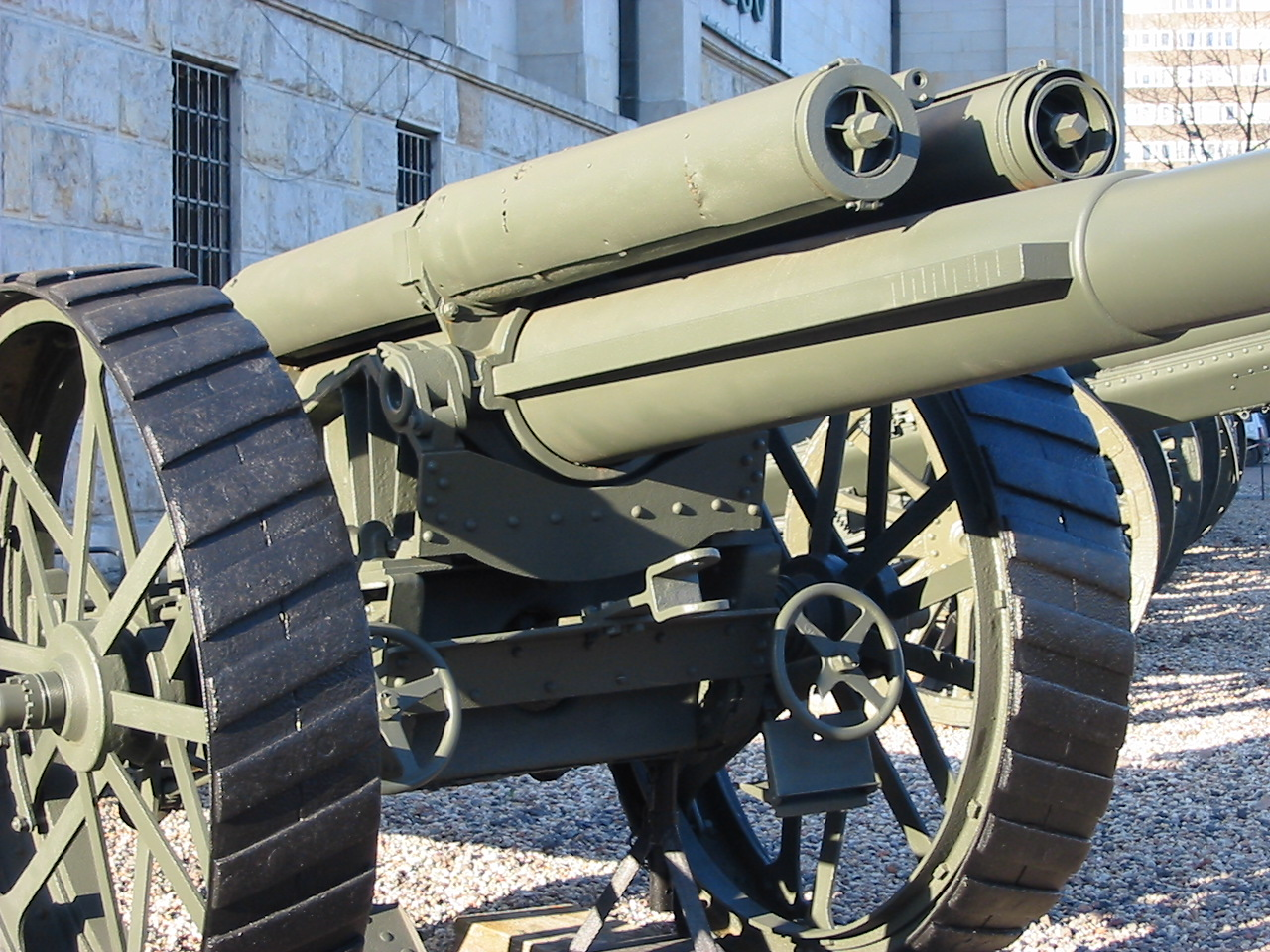
Część przednia z mechanizmem odrzutu
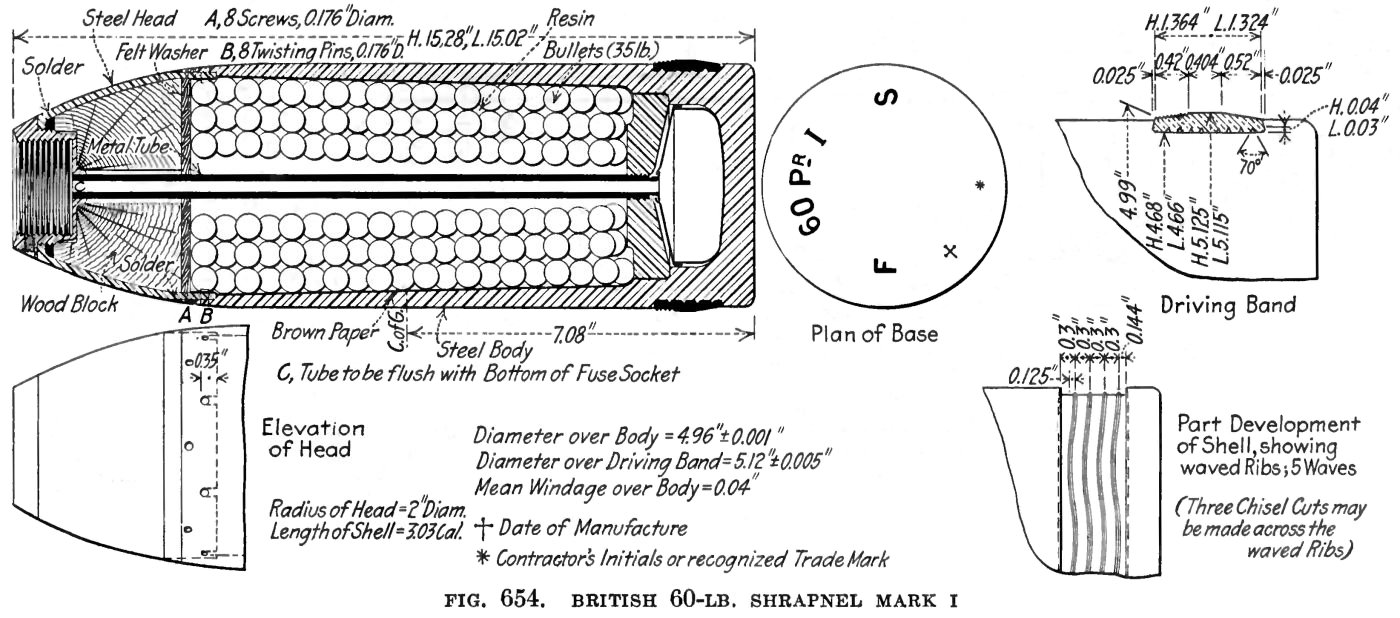
Brytyjski szrapnel 60-funtowy Mk. I
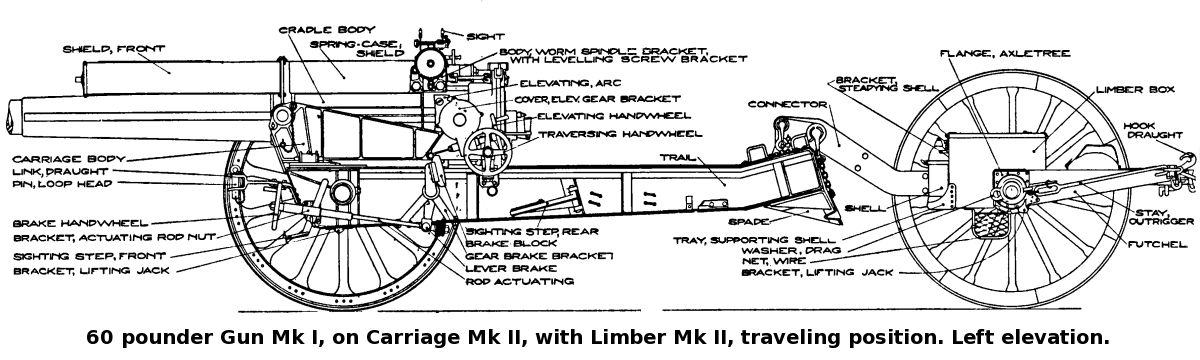
Armata 60-funtowa Mk. I w pozycji marszowej
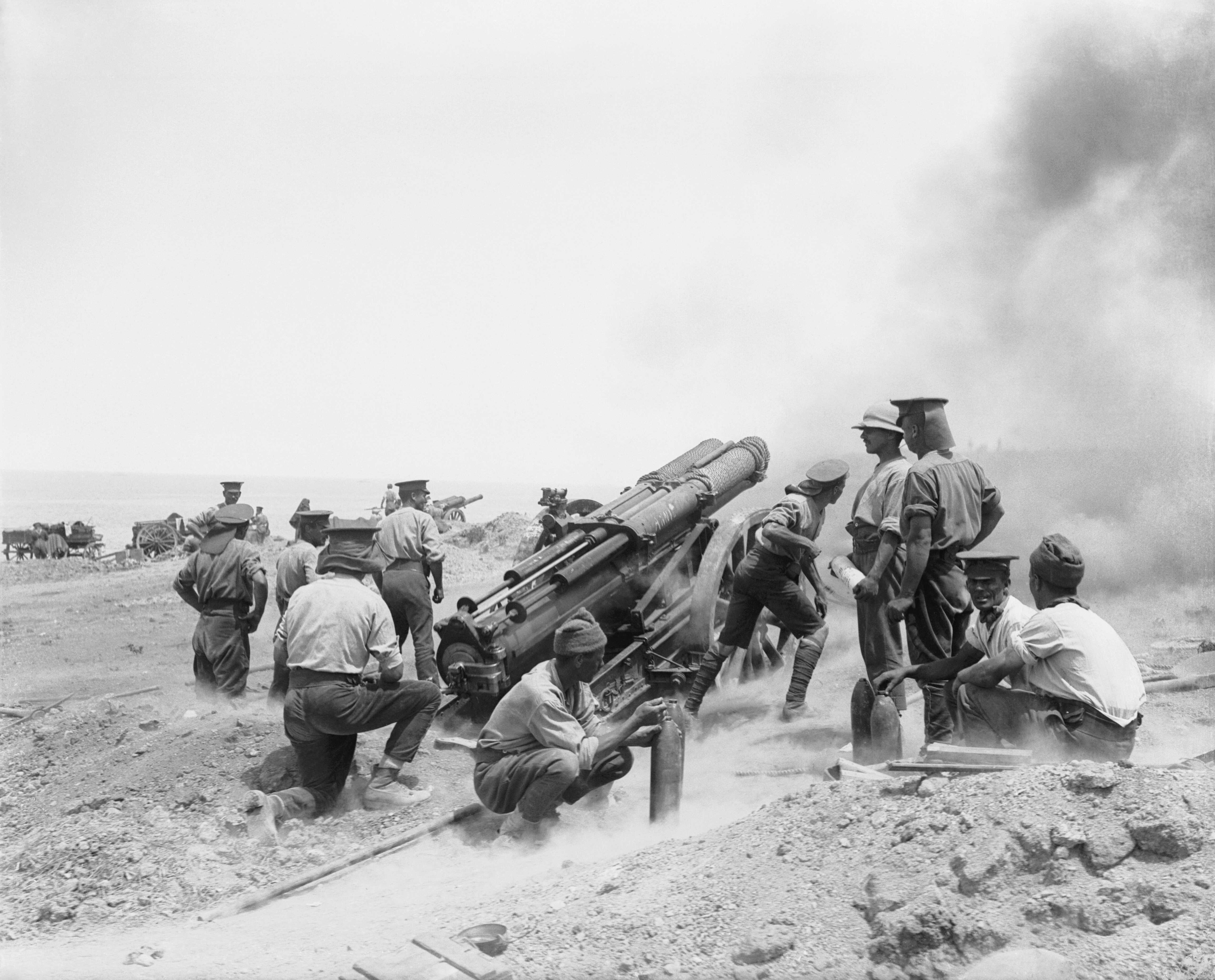
W akcji na półwyspie Gallipoli podczas bitwy (1915)
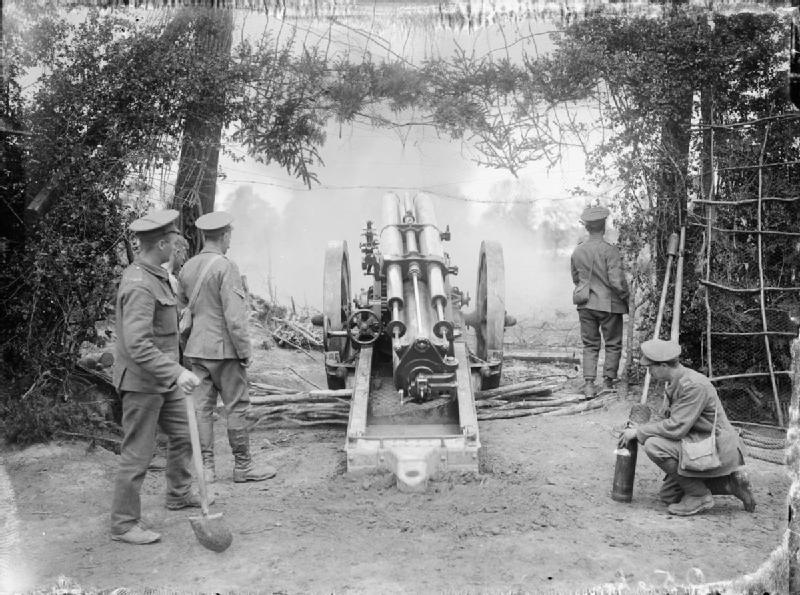
W akcji pod Dainville we Francji (1916)